# Iotyrris musivum
Iotyrris musivum é uma espécie de gastrópode do gênero Iotyrris, pertencente a família Turridae.